# Myotis muricola
Myotis muricola är en fladdermusart som först beskrevs av Gray 1846.  Myotis muricola ingår i släktet Myotis och familjen läderlappar. IUCN kategoriserar arten globalt som livskraftig. Inga underarter finns listade i Catalogue of Life. Wilson & Reeder (2005) skiljer mellan 8 underarter.
Arten är med en vikt av 4 till 5,5 g och en underarmlängd av 32 till 35,5 mm en liten till medelstor medlem i släktet Myotis. Pälsen är gråbrun och ljusare än hos Myotis ater. En rödaktig skugga som är typisk för Myotis siligorensis saknas hos Myotis muricola. Fladdermusens smala tragus är något spetsig och framåtböjd.
Denna fladdermus förekommer med flera från varandra skilda populationer i Asien. Utbredningsområdet sträcker sig nordöstra Afghanistan, centrala Kina och Taipei över det sydostasiatiska fastlandet till den Malajiska arkipelagen. Arten vistas i låglandet och i bergstrakter upp till 2700 meter över havet. Habitatet varierar mellan skogar, buskskogar och trädgårdar.
Som viloplats används stora ihoprullade blad, trädens håligheter och grottor. Individerna vilar ensam eller i mindre flockar. Enligt en studie bör populationen öster om Wallacelinjen klassificeras som självständig art.